# Swafield
Swafield is een civil parish in het bestuurlijke gebied North Norfolk, in het Engelse graafschap Norfolk met 315 inwoners.

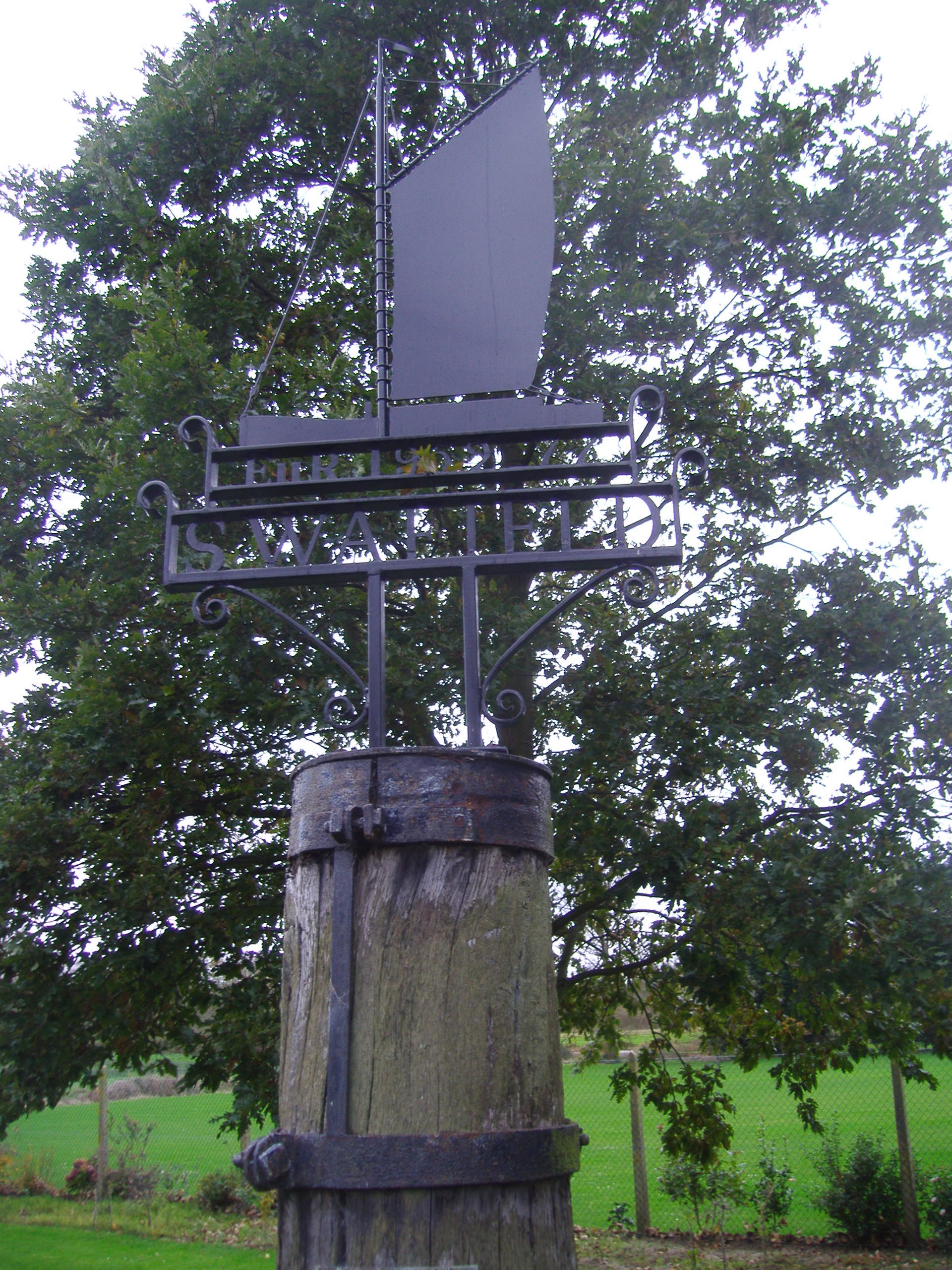